# Isolaccio-di-Fiumorbo
 Isolaccio-di-Fiumorbo  là một xã ở tỉnh Haute-Corse trên đảo Corse, Pháp. Xã này có diện tích 40,89 km², dân số năm 1999 là 333 người. Khu vực này có độ cao 740 mét trên mực nước biển.